# 会式イ号航空船
会式イ号航空船（かいしきイごうこうくうせん）は、日本の臨時軍用気球研究会が開発した飛行船。1911年（明治44年）の完成時には会式イ号飛行気球という名称だったが、1913年（大正2年）にイ号航空船へと改称された。また、会式イ号飛行船と俗称されることもある。

## 概要
小型軟式飛行船の建造をもって飛行船（飛行気球）の研究に着手することを計画した臨時軍用気球研究会は、1910年（明治43年）6月に会式イ号の設計を開始した。設計作業には大日本帝国陸軍から徳永熊雄工兵大尉と岩本周平技師、大日本帝国海軍から小浜方彦機関大尉が参加し、模型による各部の研究・試験を経た1910年10月あるいは1911年1月に実物を起工。組立調整に際して、山下誠一海軍機関大尉と徳川好敏陸軍工兵大尉も開発メンバーに加わった。
気嚢の製作は山田猪三郎率いる気球製作所が担当しており、表面にはゴム引木綿布、裏面にはゴム引絹布が使用された。吊船（ゴンドラ）の製作は平岡鉄工所が担当。エンジンのみ日本製ではなく、ウーズレー製・60馬力のものを搭載した。
1911年8月下旬あるいは10月13日に完成・竣工し、日本初の軍用飛行船となった。10月19日よりガス膨張を行った後、10月24日あるいは25日に所沢飛行場で初飛行を行った。初飛行は所沢飛行場上空を一周する形で行われ、その後も10月27日あるいは28日まで引き続き試験飛行を実施した。その中で、30 km以上の野外周回長距離飛行や飛行機（アンリ・ファルマン1910年型）との同時飛行を行っている。初飛行時の操縦は伊藤赴陸軍工兵中尉が担当し、伊藤中尉の他に中島知久平海軍機関中尉や機関係の気球隊兵員2名が乗船した。
試験飛行を行う中で横安定板が増設されている他、エンジンとプロペラを繋ぐ長い回転軸の故障も生じた。1912年（明治45年）3月には再度の飛行を行ったが、方向舵の不調によって所沢駅近くに不時着する事故を起こしている。その後、事故原因の調査中に劣化に伴う球皮の破損箇所が発見され、老朽化が進んでいるとの判断を経て1914年（大正3年）3月に廃棄されている。

## 諸元
出典：『日本陸軍試作機大鑑』 131頁、『日本航空機総集 九州・日立・昭和・日飛・諸社篇』189,190頁、『日本航空史 明治・大正篇』 52頁、『日本の軍用気球』 104頁。
- 全長：48.34 m
- 最大直径：11.45 m
- 気嚢総容積：2,930 m3（ガス房容積：2,410 m3、空気房容積：520 m3[3]あるいは540 m3[9][10][11]）
- 全備重量：3,220 kg
- エンジン：ウーズレー 水冷直列4気筒（60 hp） × 1
- 巡航速度：17.6 km/h
- 航続時間：5時間
- 武装：なし
- 乗員：3 - 5名